# Lepadella zigzag
Lepadella zigzag är en hjuldjursart som beskrevs av Segers 2007. Lepadella zigzag ingår i släktet Lepadella och familjen Lepadellidae. Inga underarter finns listade i Catalogue of Life.